# Masako Nozawa
Masako Nozawa (jap. 野沢 雅子 Nozawa Masako; właściwie Masako Tsukada (jap. 塚田 雅子 Tsukada Masako), ur. 25 października 1936 w Tokio) – japońska seiyū.

## Życiorys
Dzieciństwo spędziła w Numacie, w prefekturze Gunma. Jej zmarły mąż, Masaaki Tsukada, również był aktorem głosowym.
Nozawa jest najbardziej znana z roli Son Gokū w anime Dragon Ball i jego kontynuacjach. Początkowo związana z agencją 81 Produce, w 2006 założyła własną – Office Nozawa. Obecnie związana z Aoni Production.
Od 2016 jest posiadaczką dwóch rekordów Guinessa: „najdłuższy czas spędzony w tej samej roli w grze wideo” i „najdłużej występujący aktor głosowy w grach wideo” – głos Son Gokū.

## Wybrane role głosowe
- Alicja w Krainie Czarów (1983) jako Królik Benny
- Bun Bu (1985) jako Bun Bu
- Digimon Savers (2006–2007) jako Dukemon
- Digimon Tamers (2001–2002) jako Guilmon i narrator
- Digital Monster X-Evolution (2005) jako Dukemon
- Dragon Ball (1986–1989) jako Son Gokū
- Dragon Ball GT (1996–1997) jako Son Gokū, Son Gohan, Son Goten, Gogeta, Son Gokū Junior
- Dragon Ball Kai (2009–2011, 2014–2015) jako Son Gokū, Son Gohan, Son Goten, Bardock, Gotenks, Vegetto
- Dragon Ball Super (2015–) jako Son Gokū, Son Gohan, Son Goten, Black Goku
- Dragon Ball Z (1989–1996) jako Son Gokū, Son Gohan, Son Goten, Bardock, Turles (Tullece), Gogeta, Gotenks, Vegetto
- Generał Daimos (1978–1979) jako Genta
- Futari wa Pretty Cure/Max Heart (2004–2005) jako Sanae Yukishiro
- Futari wa Pretty Cure Max Heart: The Movie (2005) jako Round, Sanae Yukishiro
- Hamtaro – wielkie przygody małych chomików (2000–2006) jako babcia Hamtaro i babcia Laury
- Huckleberry Finn (1976) jako Huckleberry Finn
- Love Hina (2000) jako Hina Urashima
- One Piece (1999–) jako doktor Kureha
- Pinokio (1976) jako Pinokio
- Pokémon (1997–) jako Masamune
- Przygoda na Biegunie Północnym (1979) jako Muszka
- Pszczółka Maja jako Gucio (ang. Willy)
- Sore ga Seiyuu (2015) jako ona sama
- Tajemnicze Złote Miasta (1982–1983) jako Esteban
- Tsubasa Chronicle (2005–2006) jako Kaigyo
- Tygrysia Maska (1969–1971) jako Takeshi
- Urusei Yatsura jako Kintarō